# Vallesia montana
Vallesia montana är en oleanderväxtart som beskrevs av Ignatz Urban. Vallesia montana ingår i släktet Vallesia och familjen oleanderväxter. Inga underarter finns listade i Catalogue of Life.